# Helios Gómez
Helios Gómez-Rodríguez (ur. 1905 w Sewilli, zm. 1956 w Barcelonie) – malarz, poeta, przedstawiciel iberyjskiego środowiska grafików pierwszej połowy XX wieku, pierwszy prezydent założonego w 1936 roku w Barcelonie Związku Zawodowego Grafików Katalonii.

## Życiorys
Urodził się w Sevilli, w starej romskiej rodzinie, pochodzącej z wiejskiego proletariatu i do samej śmierci obnosił się ze swą romską i andaluzyjską tożsamością. Okres młodości w latach 20. i 30. XX w. spędził najpierw w dwóch wielkich centrach iberyjskiego anarchizmu: Sevilli i Barcelonie, gdzie dojrzewała jego polityczna świadomość, a potem pośród awangardy europejskiej wygnańców w Paryżu, Brukseli, Amsterdamie, Berlinie, Wiedniu, Moskwie i Leningradzie. Już jako nastolatek, pracując w charakterze robotnika dekoratora ceramiki w jednej z licznych fabryk sewilskich, włączył się w świat polityki będący w jego czasach wielka nadzieją proletariatu. Będąc wówczas studentem Zawodowej Szkoły Artystycznej, działał jednocześnie w CNT – Narodowym Związku Robotników (Confederación Nacional del Trabajo - organizacji zawodowej założonej w październiku 1910 przez przedstawicieli grup wolnościowych, zebranych na kongresie w Sewilli). Od tej pory osią jego walki staje się grafika, w którą angażuje się publikując swe prace w prasie i organach lewicowych. Działalność na rzecz sprawiedliwości społecznej skierowana była przeciwko dyktaturze Prima de Rivery (1923-1929) a później przeciw frankistom. 
Jego awangardowe czarno-białe rysunki o treściach politycznych przyniosły mu niebawem rozgłos. Jego prace trafiły na prestiżowe wystawy najpierw do Madrytu a potem do Barcelony, gdzie zamieszkał w 1926 r. dopóki liczne aresztowania i kolejne nakazy opuszczenia kraju nie zmusiły go do wyjazdu za granicę. Krajami kolejnych pobytów na wygnaniu były Francja, Belgia, Holandia, Niemcy i Związek Radziecki, gdzie spotkał się z Romami.
W czasie wojny domowej walczył na froncie na Majorce, w Madrycie, Andújarze i w końcu w 26. Dywizjonie na froncie aragońskim, gdzie zorganizował batalion konnicy złożony z Romów. W 1939 r. musiał szukać schronienia we Francji wraz z połową miliona uchodźców podczas tak zwanej “Retyrady”. Został internowany i przebywał w obozach koncentracyjnych we Francji i we francuskim Algierze, dokąd go deportowano. Ucieczka z obozu w Dżelfie pozwoliła mu uniknąć tortur i poniżeń. Udało mu się uzyskać przepustkę, która pozwoliła mu wrócić do Hiszpanii w maju 1942. Tam kontynuował walkę podziemną, za co został aresztowany. Bez sądu przesiedział przez osiem lat w więzieniu Model w Barcelonie. Zmarł wkrótce po jego opuszczeniu.
W 1950 na ścianie celi znajdującej się w pobliżu celi skazanych na śmierć namalował fresk na cześć więźniów i ich świętej patronki zwanej "Dziewicą Litości", która jest również patronką miasta. Cela ta służyła jako oratorium-kaplica i znana jest jako Romska Kaplica ze względu na romski wyraz wszystkich przedstawionych na fresku postaci. Dzieło to zachowało się, ale na polecenie administracji więziennej zostało w latach 80. zamalowane pod pozorem zabiegów higienicznych. 
Można by co prawda jeszcze obecnie odkryć malowidło, ale budynek więzienny – symbol frankistowskich represji – stoi przed groźbą zburzenia. I mimo że jest wpisany do rejestru zabytków architektury Barcelony może zniknąć z dnia na dzień.
W czasach frankistowskiej dyktatury i jej ostrej cenzury, Helios Gómez, sprzeciwiając się kłamstwu, stworzył w więziennej samotności dzieło literackie, które było nieznane aż do odkrycia wiosną 2004 i wydane niedawno przez Kulturalne Stowarzyszenie Helios Gómez, którego prezesem jest syn artysty. Stowarzyszenie to działa od lat, a jego celem jest dążenie do uznania we współczesnym świecie bogatej twórczości jednego z najbardziej wybitnych artystów narodu romskiego. 
Strona internetowa tego stowarzyszenie prezentuje małą wystawę wirtualną jego najznaczniejszych dzieł.